# Betelkapellet, Flistad
Betelkapellet är en kyrkobyggnad i Maspelösa, Flistad, Linköpings kommun. Byggnaden som är från 1928 tillhörde från början Flistads baptistförsamling (Svenska Baptistsamfundet). Svenska Baptistsamfundet uppgick 2011 i Equmeniakyrkan. Flistads baptistförsamling upplöstes 2014. Byggnaden köptes av S:t Georgis församling i Linköping, en syrisk-ortodox församling, och 2015 hade byggnaden gjorts om till en ortodox kyrka, kallad Syrisk-ortodoxa S:t Georgis kyrkan.

## Instrument
I baptistförsamlingens kapell fanns ett harmonium.